# Nonylphenolethoxylate

Allgemeine Strukturformel der Nonylphenolethoxylate

Nonylphenolethoxylate (NPE oder NPEO) stellen eine Gruppe von nichtionischen Tensiden dar, die sich von den Nonylphenolen ableiten und in der Anzahl der hydrophilen Ethoxy-Einheiten der Polyethylenglycol-Seitenkette unterscheiden.
Nonylphenolethoxylate sind in der No-Longer-Polymers-Liste enthalten.

## Verwendung
Ihre häufigste Verwendung finden sie in Reinigungsmitteln. Aufgrund der Gefahren hat die Industrie in einer freiwilligen Selbstverpflichtung 1986 zugesichert, diese Substanz innerhalb der EU nicht mehr in Wasch- und Reinigungsmitteln für den Privatgebrauch zu verwenden. Im Jahre 1992 wurde der Verzicht auf industrielle Reinigungsmittel erweitert. Im Jahr 2003 wurde die Verwendung von Nonylphenolethoxylaten und Nonylphenolen in der EU stark eingeschränkt.

## Toxizität
Im Jahr 1984 wurde entdeckt, dass Nonylphenolethoxylate in Kläranlagen zu 4-n-Nonylphenolen, welche auf viele Organismen toxisch wirken, abgebaut werden und bedeutende Mengen davon in die Gewässer gelangen. In Gewässern ist insbesondere die hormonaktive (östrogene) Wirkung auf Wasserorganismen problematisch. Die Bioakkumulationsfähigkeit ist sehr hoch (> 1000).
In einer Studie der Umweltorganisation Greenpeace wurden Rückstände der NPE in 52 von 78 Textil-Produkten (zwei Drittel) aus Geschäften in 18 Ländern nachgewiesen. Es handelt sich dabei durchweg um Markenartikel, die in Billiglohnländern hergestellt wurden. Für Verbraucher haben die untersuchten Artikel keine unmittelbar gesundheitsschädigende Auswirkung.

## Regulierung
Analog zu Nonylphenol darf es nach Eintrag 46 des Anhangs XVII der REACH-Verordnung, bis auf wenigen Ausnahmen, nicht in Konzentrationen über 100 mg/kg in Produkten für die gewerbliche Reinigung, Haushaltsreinigung, Textil- und Lederverarbeitung, Emulgator in Melkfett, Metallverarbeitung, Herstellung von Zellstoff und Papier, kosmetische Mittel, sonstige Körperpflegemittel, und Formulierungshilfsstoffe in Pestiziden und Bioziden, verwendet werden.
Seit dem 3. Februar 2021 wird mit dem Eintrag 46a des Anhangs XVII Nonylphenolethoxylate zusätzlich in Textilien auf eine Konzentration von 100 mg/kg beschränkt, wenn davon ausgegangen werden kann, dass sie in einem normalen Lebenszyklus gewaschen werden (außer gebrauchte Textilerzeugnisse oder Textilien aus recycelten Material).
Anhang 46a zählt folgende Stoffe zur Gruppe der Nonylphenolethoxylate:
|  |  |  |

|  |  |

|  |

|  |

|  |  |  |

## Risikobewertung
Verzweigtes ethoxyliertes Nonylphenol wurde 2016 von der EU gemäß der Verordnung (EG) Nr. 1907/2006 (REACH) im Rahmen der Stoffbewertung in den fortlaufenden Aktionsplan der Gemeinschaft (CoRAP) aufgenommen. Hierbei werden die Auswirkungen des Stoffs auf die menschliche Gesundheit bzw. die Umwelt neu bewertet und ggf. Folgemaßnahmen eingeleitet. Ursächlich für die Aufnahme der Verbindungsgruppe waren die Besorgnisse bezüglich hoher (aggregierter) Tonnage und anderer gefahrenbezogener Bedenken sowie als potentieller endokriner Disruptor. Die Neubewertung fand ab 2016 statt und wurde vom Vereinigten Königreich durchgeführt. Anschließend wurde ein Abschlussbericht veröffentlicht.

## Beispiele
- Nonoxinol 9
- Nonoxinol 40,[S 1] das Derivat mit einer Polyethylenglycol-Seitenkette aus 40 Ethylenoxid-Einheiten, findet als Detergens Anwendung in der Biochemie.[18][19]

## Externe Links zu erwähnten Verbindungen
1. ↑  Externe Identifikatoren von bzw. Datenbank-Links zu Nonoxinol 40:  CAS-Nr.: nicht vergeben, Wikidata: Q1996360.